# Jalovec cedrovitý

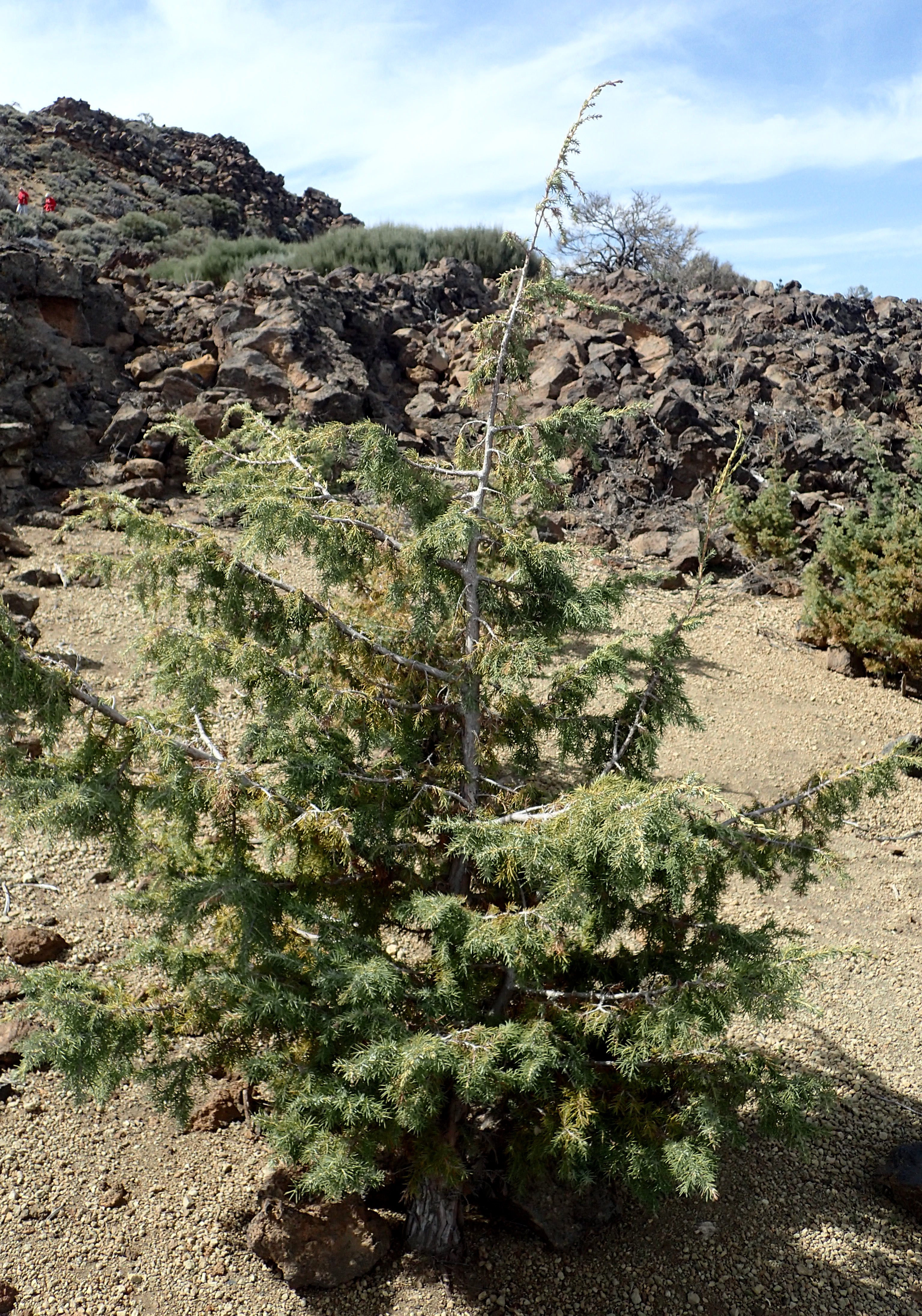
Mladý jalovec cedrovitý

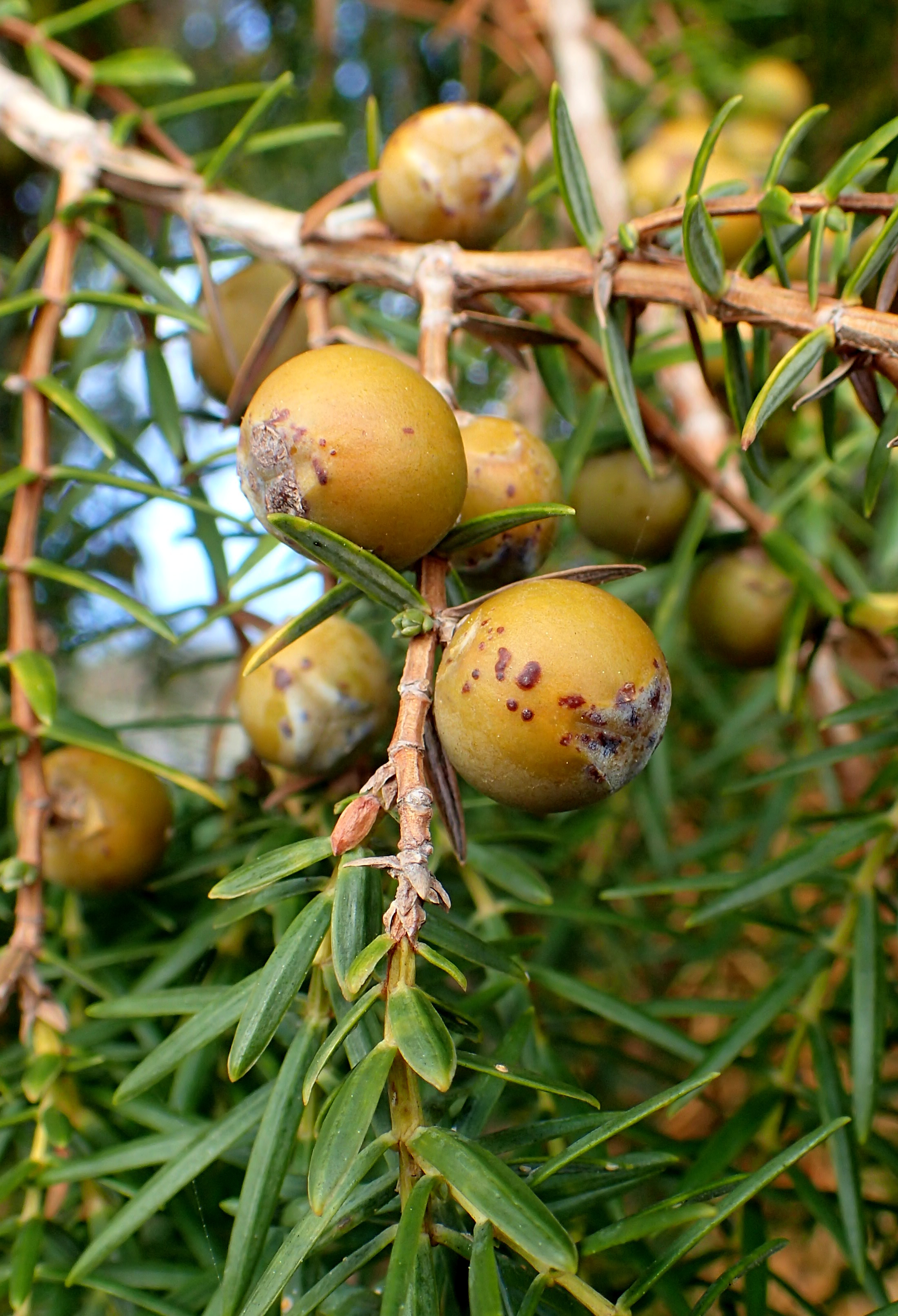
Téměř zralé plody

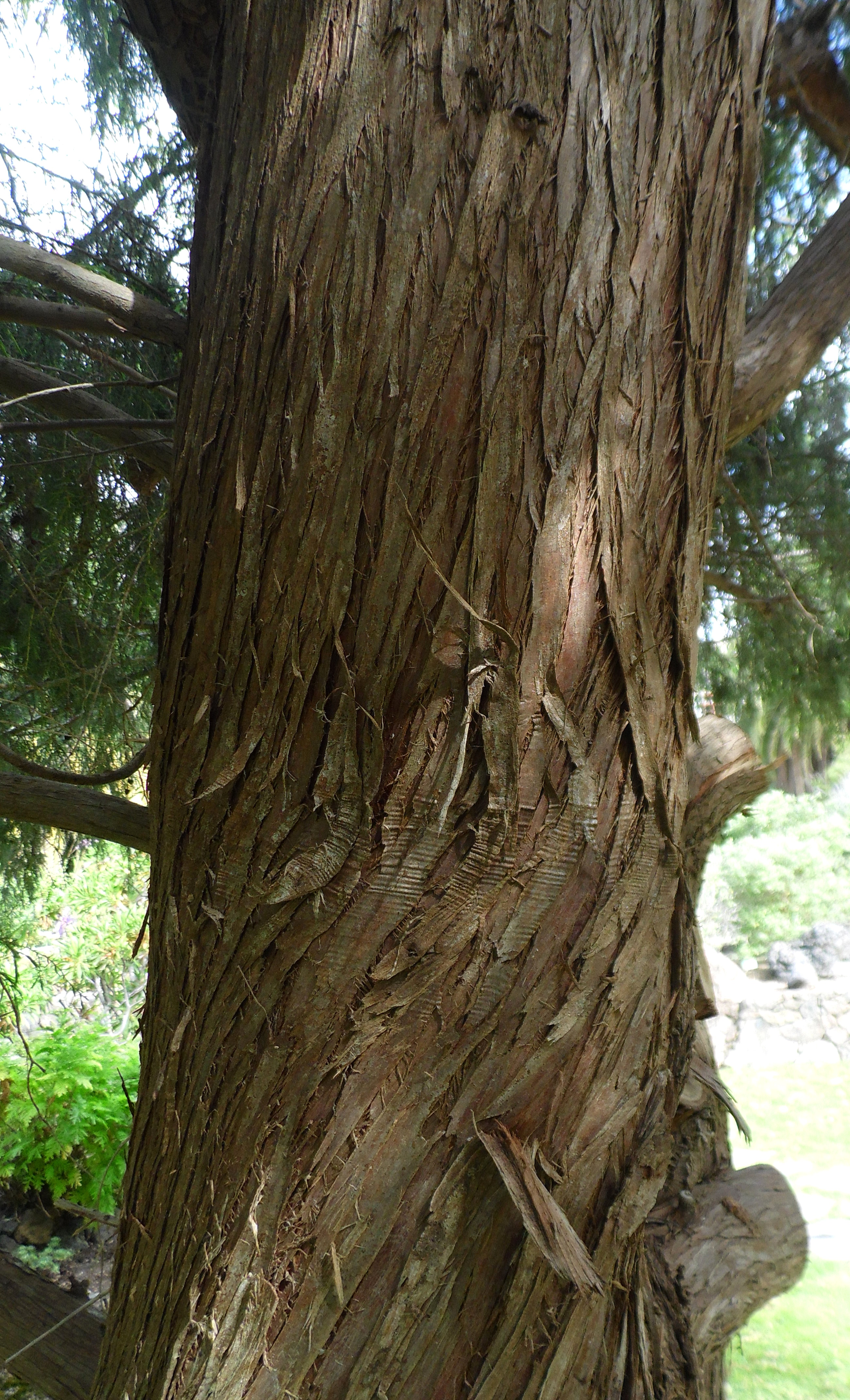
Kmen starého jedince

Jalovec cedrovitý (Juniperus cedrus) je vždyzelený strom, ve vyšších polohách jen keř, vyskytující se endemicky v Makaronésii, na ostrovech u severozápadní Afriky. Ve své domovině je pokládán za ohrožený druh (EN), neboť v minulosti byli starší jedinci téměř vytěženi pro kvalitní dřevo a mladé semenáče vypaseny stády koz a ovcí, stejně jako volně žijícími paovcemi hřivnatými a muflony evropskými dovezenými za účelem lovu.

## Výskyt
Na počátku dvacátého prvého století bylo celkem evidováno pouze toliko šest set sexuálně dospělých stromů vyskytujících se v nevelkých populacích na pěti ostrovech Makaronésie. Na španělských Kanárských ostrovech roste na největším ostrově Tenerife 200 jedinců, na La Palma 250 kusů, na La Gomera 100 kusů a na ostrověGran Canaria jen 12 kusů. Na portugalských Kapverdských ostrovech je tamní kolonie, rostoucí výhradně na ostrově Madeira, tvořena jen asi 40 dospělými jedinci.

## Ekologie
Dřevina pro zdárný růst potřebuje světlo, nejvýše polostín, a vlhkou propustnou půdu, která může být i kamenitá. Na ostrovech je však zemina jen málo úživná, často skalnatá a na závětrných stranách ostrova i dosti suchá, v nepříznivých podmínkách se rostlina často vyskytuje ne jako strom, ale ve formě keře.
Starší, vzrostlé stromy se ponejvíce nacházejí namnoze na hůře přístupných místech, v nižších nadmořských výškách byly většinou již vykácené. Podle radiokarbonové metody datování je do deseti stromů starších tisíce let, při dendrochronologickém hodnocení však žádný nepřesáhuje stáří pět set padesáti let. Proto stále existují určité obavy, zda jsou tato radiokarbonová data ve skutečnosti přesná, neboť práce s olivovníky (známými pro domnělý vysoký věk) ukázala, že určování stáří stromů na bázi radiokarbonu může být značné problematické.
Druh se vyskytuje na různých stanovištích, na kterých se přizpůsobil místním klimatickým podmínkám. Na Tenerife a La Palmě se vyskytuje až na hranicí lesa ve výšce okolo 2000 m n. m., kde jsou charakteristické nízké srážky a velké kolísání denních teplot. Naproti domu na Gomeře, která má nižší nadmořskou výšku do 1100 m, mívají stanoviště v důsledku severovýchodních pasátů podstatně vyšší úroveň vlhkosti. Na Gran Canaria, kde roste ve výšce 800 až 900 m, jsou průměrné teploty relativně vysoké. Na Madeiře zase roste ve výškách až nad 1400 m n. m.

## Popis
Jalovec cedrovitý je dvoudomý, pomalu rostoucí jehličnan se samčími a samičími šišticemi na nestejných jedincích. Může mít stromovou nebo keřovitou formu, stromovitá je monopodiální s jediným kmenem, kdežto keřovitá vyvíjí několik stonků těsně od země a bývá podstatně nižší. Staré stromy mívají nepravidelnou širokou korunou, mladší dřeviny jsou spíše pyramidálního tvaru, obé mívají odstálé větve s jemnými převislými větvičkami. V minulosti se vyskytovaly stromy vysoké až 30 m, současné pouze zřídkakdy dosahují do 20 m. Kůra kmene či hrubých větví bývá šedá až hnědá a u starších exemplářů je v podélných pruzích odlupčivá. Stromy rostoucí v maximálně nepříznivých podmínkách, v suchu nebo při trvale vanoucích větrech, mívají zkroucený kmen.
Listy jsou jehlicovité, vyrůstají v trojčetných přeslenech, bývají dlouhé 10 až 20 mm a široké do 2 mm. Jsou mírně zahnuté, šídlovité, pichlavé, mají jeden pryskyřičný kanálek, jsou zelené až sivozelené a na vnitřní straně mají po obou stranách podél středního žebra úzký bělavý stomatální pruh.
Samčí i samičí šištice rostou jednotlivě na koncích větví. Samčí, pylové šištice jsou vejčité, bývají velké 5 mm, mají několik přeslenů tyčinek s prašnými váčky, v době zralostí pylu jsou žluté a po uvolnění pylu v únoru a březnu opadají. Samičí šištice jsou kulovité až vejčité, zprvu jsou zelené, bývají dlouhé okolo 5 mm a mají ve dvou přeslenech po třech semenných šupinách; pouze šupiny ve spodním přeslenu obsahují po jednom vajíčku.
Při dozrávaní semenné šupiny zdužnatí a srůstají v plod podobný bobuli. Z botanického hlediska se ovšem o bobuli ani plod nejedná, je to tzv. jalovčinka alias galbula. Bývá aromatická, velká 8 až 14 mm, nejprve je modrozelená a druhým rokem v době zralosti (asi za osmnáct měsíců po opylení) dostává barvu červeno hnědou či oranžovo hnědou. Obsahuje tři semena srostlá v jedné trojpouzdré pecce. Šišky se zralými semeny dozrávají od srpna do ledna.

## Využití
Dřevo stromů bylo v minulosti velmi ceněno pro své vlastnosti, hlavně trvanlivost, pevnost a odolnost vůči hnilobě i napadení živočišnými škůdci. Nejmohutnější stromy byly vykáceny na stavbu lodí i na stavební materiál, na většině ostrovů se pro nehlubokou sopečnou kamenitou půdu mnoho jiného kvalitního dřeva nevyskytuje.
Historicky se na Kanárských ostrovech jalovec cedrovitý těžil v posledních pěti stech létech pro dřevo. Místní lidé ho mimo velkých staveb používali na zhotovení různých kusů nábytku a na výrobu krabic, protože aromatické dřevo dokázalo svou vůni odradit hmyzí škůdce. Dnes, vzhledem ke své vzácnosti a trvající ochraně, se již toto dřevo z přírodních zdrojů nepoužívá. Dřevina se mimo Makaronésii pěstuje jako okrasná, roste však jen velmi pomalu.

## Ohrožení
Populace na jednotlivých ostrovech jsou navzájem reprodukčně izolované jedna od druhé, každá je od nejbližší vzdálena více než 60 km. Přirozená regenerace je na všech ostrovech poměrně špatná nebo zcela chybí, což může být i důsledek snížené životaschopnosti semen vyvolané dlouhodobým blízce příbuzenským opylením. Na ostrovech rovněž poklesl počet ptačích rozptylovačů semen, snížil se počet vyskytujících se krkavců velkých (Corvus corax) a poklesly počty zimních návštěv částečně tažných kosů horských (Turdus torquatus). V některých lokalitách vedly v minulosti i časté požáry ke ztrátě dospělých jedinců, např. na Tenerife požár v roce 2007 zničil třicítku dospělých stromů.
Jalovec cedrovitý je na ostrovech Makaronésie pod dohledem v národních parcích, ve kterých byla zakázána pastva a divoká býložravá zvířata byly vykázána do vyšších nadmořských výšek. Na Kanárských ostrovech je dřevina chráněna ve třech národních parcích a na Madeiře v jednom. Tato opatření sice budou mít pozitivní vliv na celkovou vegetaci, jalovec cedrovitý je ale pomalu rostoucí strom a přínos těchto zásahů pro jeho druh bude patrný až za desetiletí. V současnosti je organizací IUCN zařazen mezi ohrožené druhy (EN).